# Massimo Cannizzaro
Massimo Cannizzaro (* 3. April 1981 in Köln) ist ein ehemaliger deutscher Fußballspieler, -trainer und heutiger Spielerberater, der zuletzt für den SC Fortuna Köln spielte.

## Karriere
Cannizzaro begann seine Karriere in der Jugend des TSV Rodenkirchen. Von dort zog es ihn zum 1. FC Köln, von dem aus er anschließend zu den Amateuren des MSV Duisburg wechselte. Als er 2004 nach einer Schambeinentzündung ohne Verein war, hielt er sich bei der Equipe Romagna, einer Einrichtung für vertragslose Fußballer, in Italien fit. 2004 wechselte Cannizzaro dann zum KFC Uerdingen 05, wo er in 14 Spielen sechsmal traf. Anschließend ging er 2005 zu den Kickers Emden, bei denen er in 32 Spielen 13 Tore erzielte. 2006 wechselte er zum Hamburger SV. Dort wurde Cannizzaro 2006 mit 17 Treffern Torschützenkönig der Regionalliga Nord. 2008 wechselte er zum Drittligisten Rot-Weiß Erfurt, für den er im Eröffnungsspiel gegen Dynamo Dresden sein Profidebüt gab. Sein dortiger Vertrag wurde rückwirkend zum 31. Dezember 2009 aufgelöst.
Am 4. Januar 2010 wurde Massimo Cannizzaro als neuer Stürmer des Drittligisten Holstein Kiel vorgestellt. Der Vertrag bei den Störchen lief bis Sommer 2012, doch durch den Abstieg Kiels in die Regionalliga wurde er vorzeitig aufgelöst. Cannizzaro unterschrieb daraufhin einen Vertrag über zwei Jahre bis zum Ende der Saison 2011/12 bei der TuS Koblenz in der Dritten Liga. Im November 2010 riss er sich allerdings die Achillessehne und fiel für den Rest der Spielzeit aus. Nach dem freiwilligen Rückzug der TuS in die Regionalliga verließ Cannizzaro den Verein bereits nach einem Jahr wieder. Zur Rückrunde der Saison 2011/12 wechselte Cannizzaro zum Regionalligisten Fortuna Köln. Dort beendete er 2013 aufgrund andauernder Schmerzen, die aus dem Achillessehnenriss resultierten, seine Spielerkarriere und wechselte in den Trainerstab. Nach einem Jahr als verließ Cannizzaro den Verein und beendete auch seine Trainerkarriere mit dem Wunsch nach mehr Familienstabilität. Heute ist er als Spielerberater tätig.